# Fiat 600
Fiat 600 (italienska: Fiat Seicento) är en personbil, tillverkad av den italienska biltillverkaren Fiat mellan 1955 och 1969. Fiat 600 blev mycket populär i Italien och licenstillverkades bland annat i Spanien som Seat 600, i Västtyskland som Neckar Jagst av NSU-Fiat och i Jugoslavien som Zastava 750.

## Fiat 600
Fiat 600 introducerades på Internationella bilsalongen i Genève 1955. Det var den första bilen från Fiat med svansmotor, en vattenkyld fyra. Mekaniken var avancerad för den tiden, med individuell hjulupphängning runt om och självbärande kaross med självmordsdörrar. 
År 1960 kom den uppdaterade 600 D, med större motor. År 1964 fick bilen framhängda dörrar.

## Fiat 600 Multipla
Året efter sedanen kom minibussen 600 Multipla, en föregångare till dagens MPV-bilar. Förarplatsen hade flyttats fram i fronten på bilen, så att föraren satt ovanpå framaxeln. Den främre hjulupphängningen hämtades från den större 1100-modellen. Multiplan såldes med en (fyrsitsig) eller två (sexsitsig) sätesrader bakom framstolarna. Det fanns även en taxi-version och en skåpbil.
Multiplan ersattes av 850 Familiare 1965.

## Motorer
| Modell | Årsmodell | Motor              | Cylindervolym | Effekt       | Bränslesystem   |
| ------ | --------- | ------------------ | ------------- | ------------ | --------------- |
| 600    | 1955-60   | 4-cyl radmotor ohv | 633 cm³       | 21,5-24,5 hk | Enkel förgasare |
| 600 D  | 1961-69   | 4-cyl radmotor ohv | 767 cm³       | 29 hk        | Enkel förgasare |

## Tillverkning
Totalt tillverkades 2 695 197 Fiat 600 av alla versioner i Italien.

## Bilder

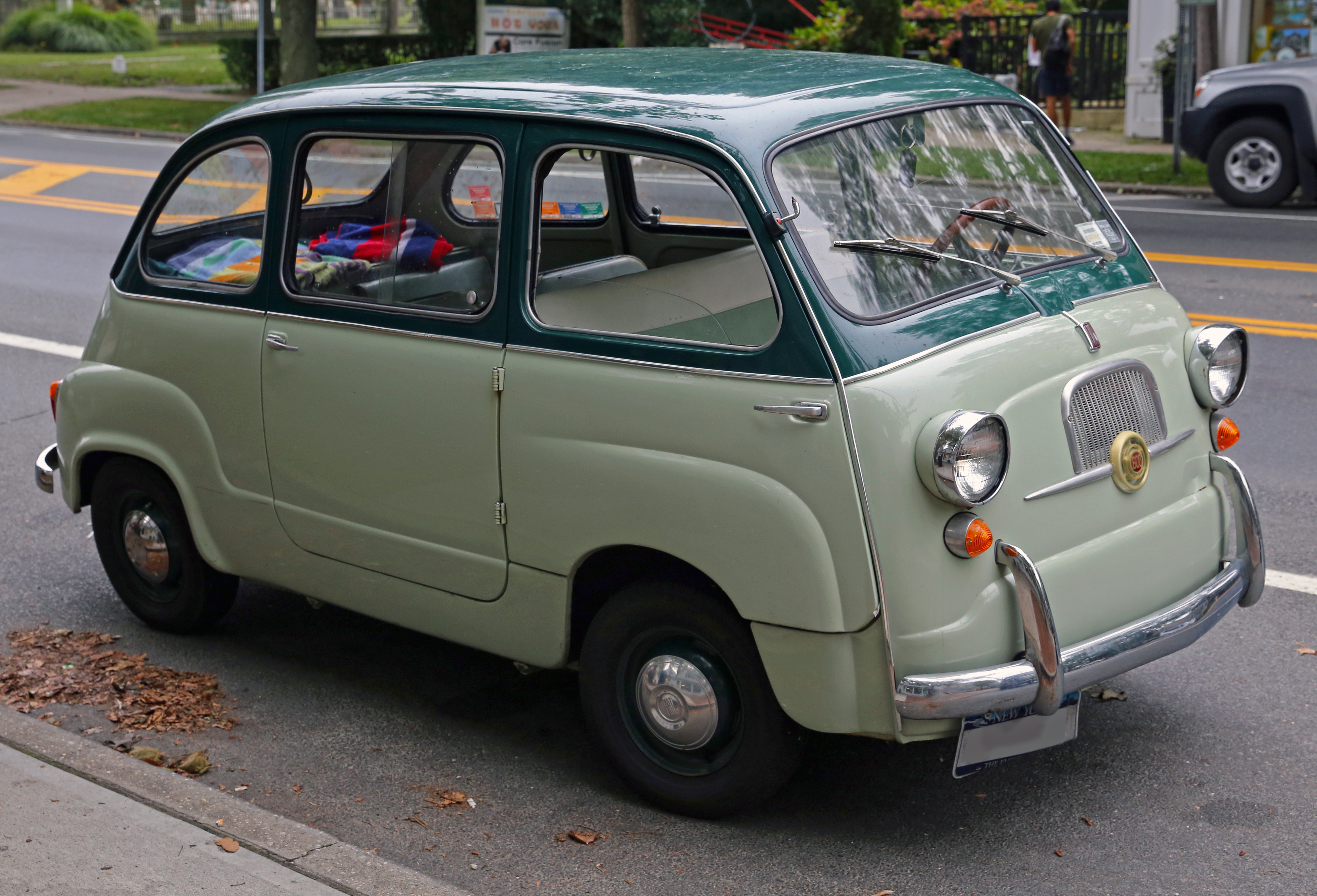
600 Multipla.
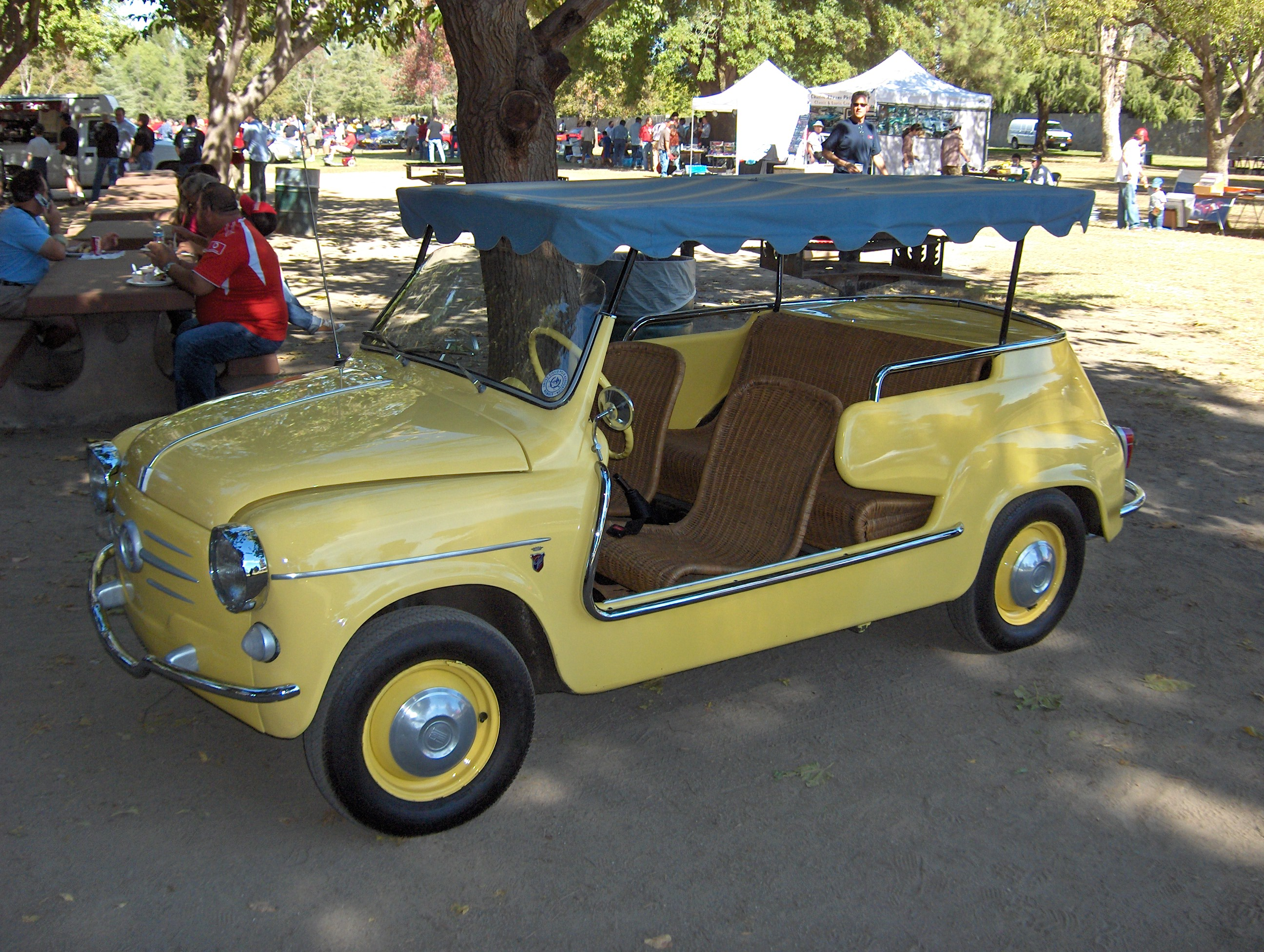
600 Jolly.
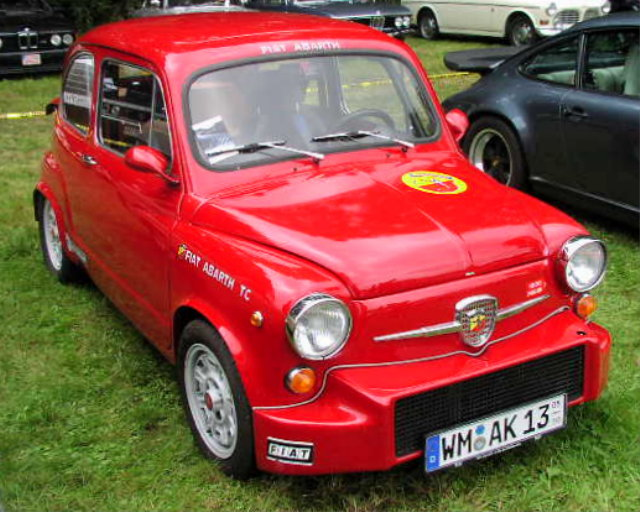
Abarth 850TC.
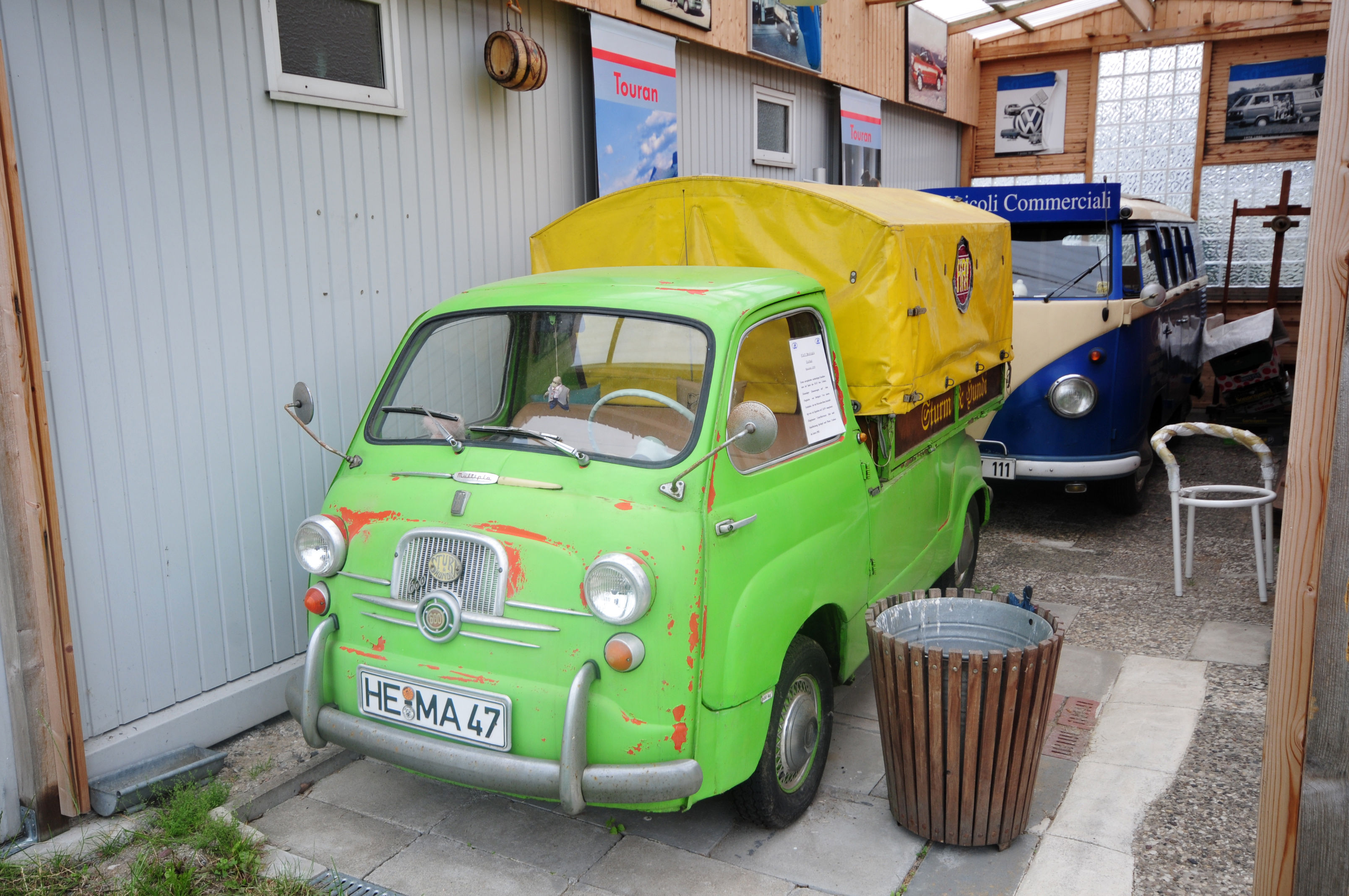
Fiat Multipla.